# T-72M4 CZ
T-72M4 CZ — чеська модифікація радянського основного бойового танка T-72, що є експортним варіантом T-72.

## Історія
Рішення про модернізацію танкового парку T-72 збройних сил Чехії було прийнято у середині 1990-х років. В липні 2000 року був офіційно виставлений передсерійний прототип T-72C.
Після завершення іспитів, у 2003 році почалася модернізація танків, але економічна криза 2008 року ускладнила економічне положення Чехії та привів до змін структури військових витрат країни.
Епідемія COVID-19 (з березня 2020 року у Чехії) викликала економічну кризу в країнах Євросоюзу та в березні частина кошт військового бюджету країни була перенаправлена на боротьбу з коронавірусом та виконання деяких військових програм було призупинено. Так, у грудні 2020 року міністр фінансів Чехії А. Шиллерова офіційно сказала, що із-за негативних наслідків епідемії коронавірусу Чехія не зможе виконувати обов'язки перед НАТО збільшити військові витрати країни до 2 % ВВП до 2024 року. Але у цей час міністр Л. Метнар попередив, що виконування програми модернізації наявного парку танків Т-72 до рівня T-72M4 CZ буде продовжене до 2025 року.

## Опис
Основною розробкою займалася чеська державна компанія VOP CZ (до 2012 р. — VOP 025 (Vojensky opravarensky podnik 025)) розташована в Нові-Йічині.
Озброєння танка збережено лише на рівні прототипу, що має радянську гармату 2А46М (125-мм), встановленої вихідних Т-72М і кулеметів НСВТ і ПКТ. Однак чеська компанія Synthesia розробила нові снаряди APFSDS (бронебійний оперний снаряд з провідними частинами, що відокремлюються) з вольфрамовим сердечником.
Т-72М4 CZ оснащений італійською системою управління вогнем TURMS-T компанії Officine Galileo. Завдяки новій СУО танк має ефективну дальність стрілянини на ходу 2000 м і 4000 м дальність виявлення мети вночі.
На танк встановлений динамічний захист DYNA-72 виробництва VOP CZ, що забезпечує підвищення захисту від кумулятивних боєприпасів по похилій броні на 220 %, по бортах корпусу (кут обстрілу 20°) на 190 % і передній та бортових частинах вежі на 300 %.
Для боротьби з магнітними мінами встановлено електромагнітну систему TRALL (розроблена чеською фірмою Metra Blansko у співпраці з ізраїльською фірмою IAI Ramta).
Силову установку замінено на розроблену ізраїльською компанією «NIMDA Group» за спецзамовленням VOP CZ, яка збирається на місці фахівцями компанії ЧКД (ČKD). До неї входить 12-циліндровий чотиритактний V-подібний дизельний двигун CV-12 з турбонаддувом потужністю 1000 к.с. британської фірми Perkins Engines з автоматичною трансмісією XTG 4II-6 американської фірми Allison Transmission. CV-12 має проміжне охолодження та безпосереднє упорскування. Особливість силової установки в тому, що вона є єдиним швидкозмінним модулем, що замінюється за 30 хвилин без участі фахівців.
Танк оснащений супутниковою системою навігації (GPS) та автоматичною системою діагностики стану систем танка.
Крім інших агрегатів, до складу модернізації T-72M4 CZ входить також:
- DICOM: надвисокочастотна система зв'язку RF 1350;
- Kidde-Deugra: система вогнегасіння та придушування вибуху;
- Letecké přístroje Praha (LP Praha): діагностична система DITA-97, система наземної навігації NBV-97;
- Przemyslowe Centrum Optyki (PCO): прилад сповіщення про лазерне випромінювання і самозахист SSC-1;
- VUES Brno: станція зовнішнього зв'язку;
- Meopta: прилад нічного бачення TKN-3P механіка-водія.

Вартість модернізації склала 150 млн. крон. Всього було модернізовано 30 машин замість 350, що спочатку планувалися.

## Галерея

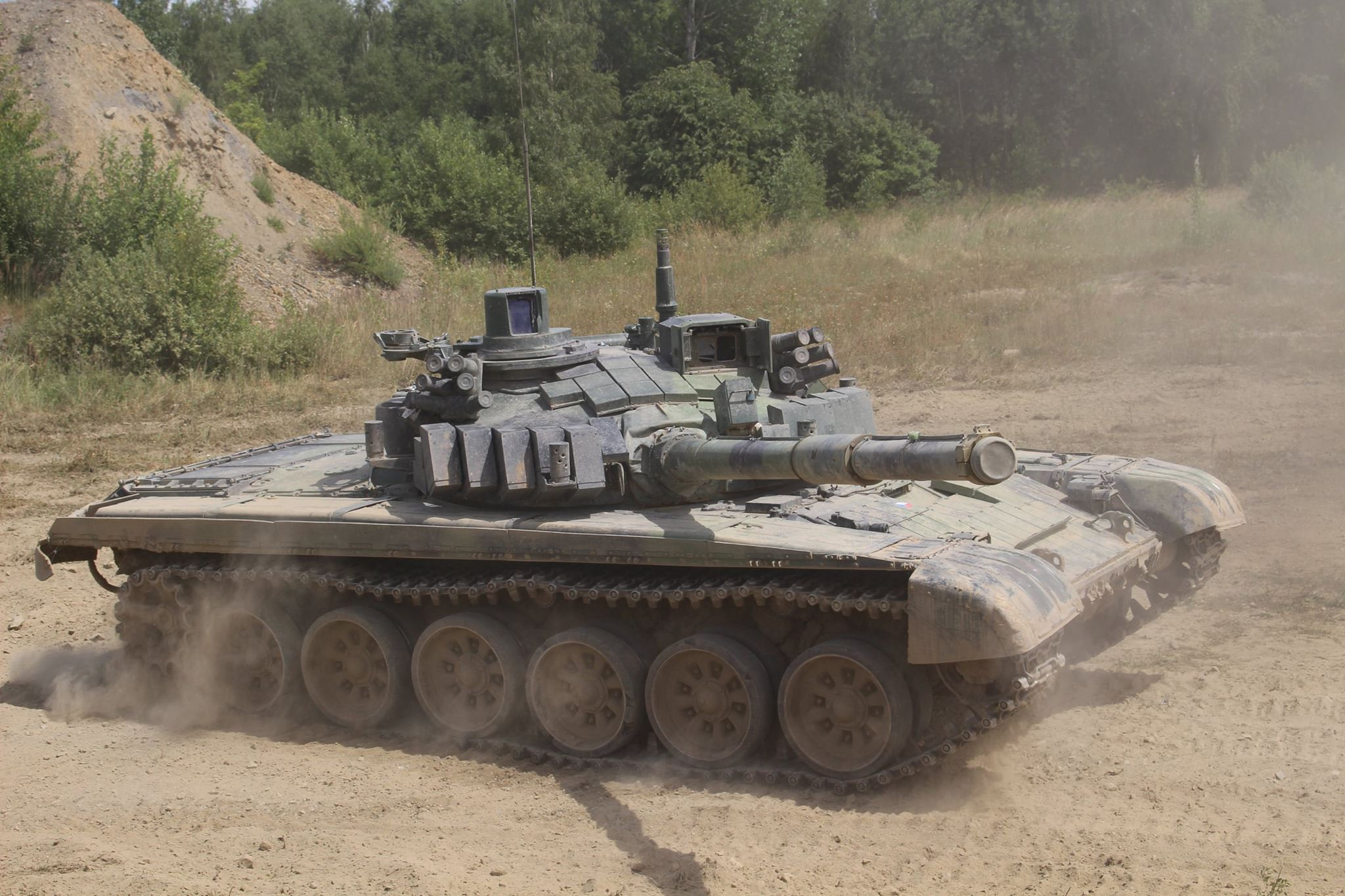
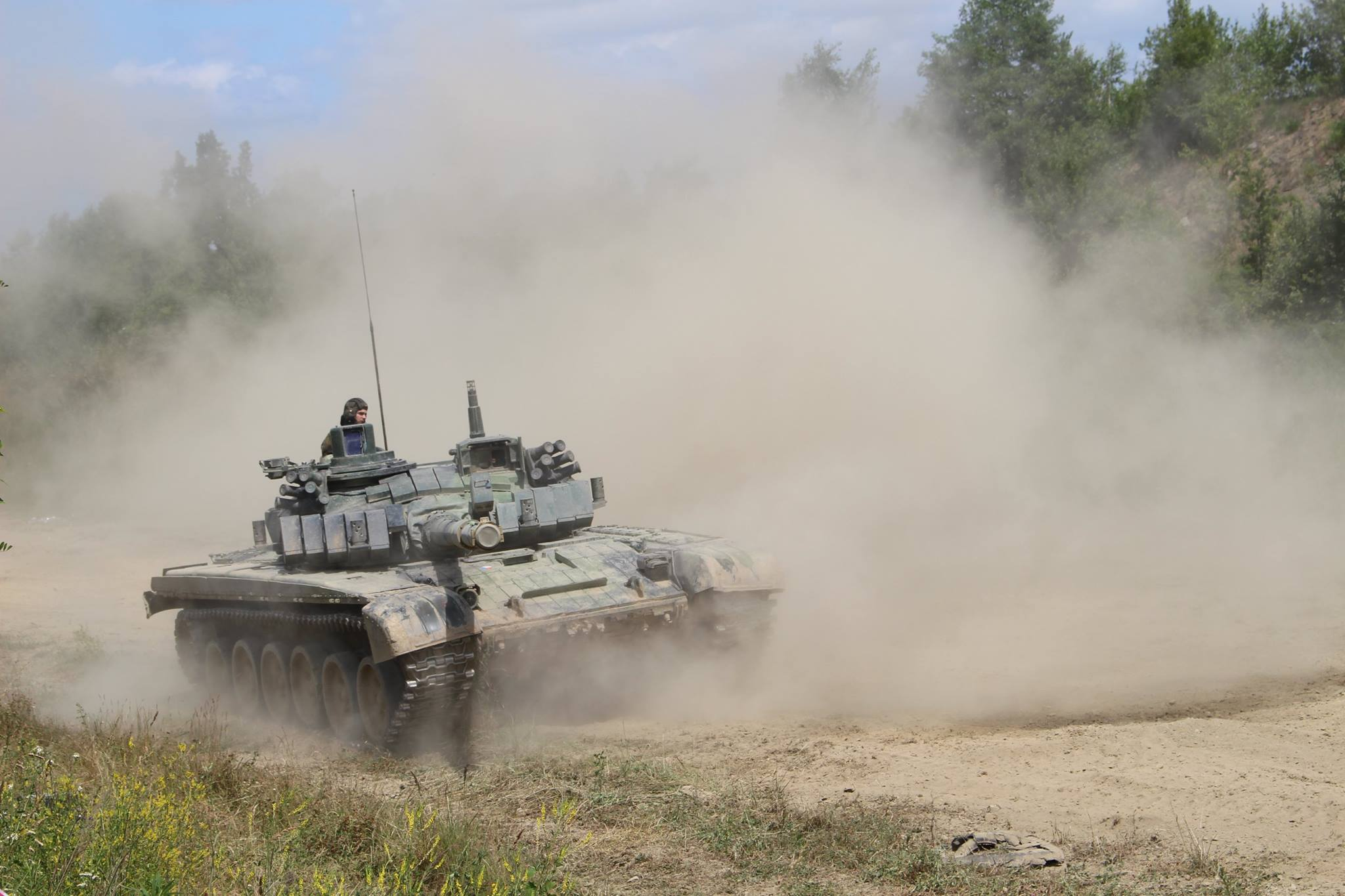
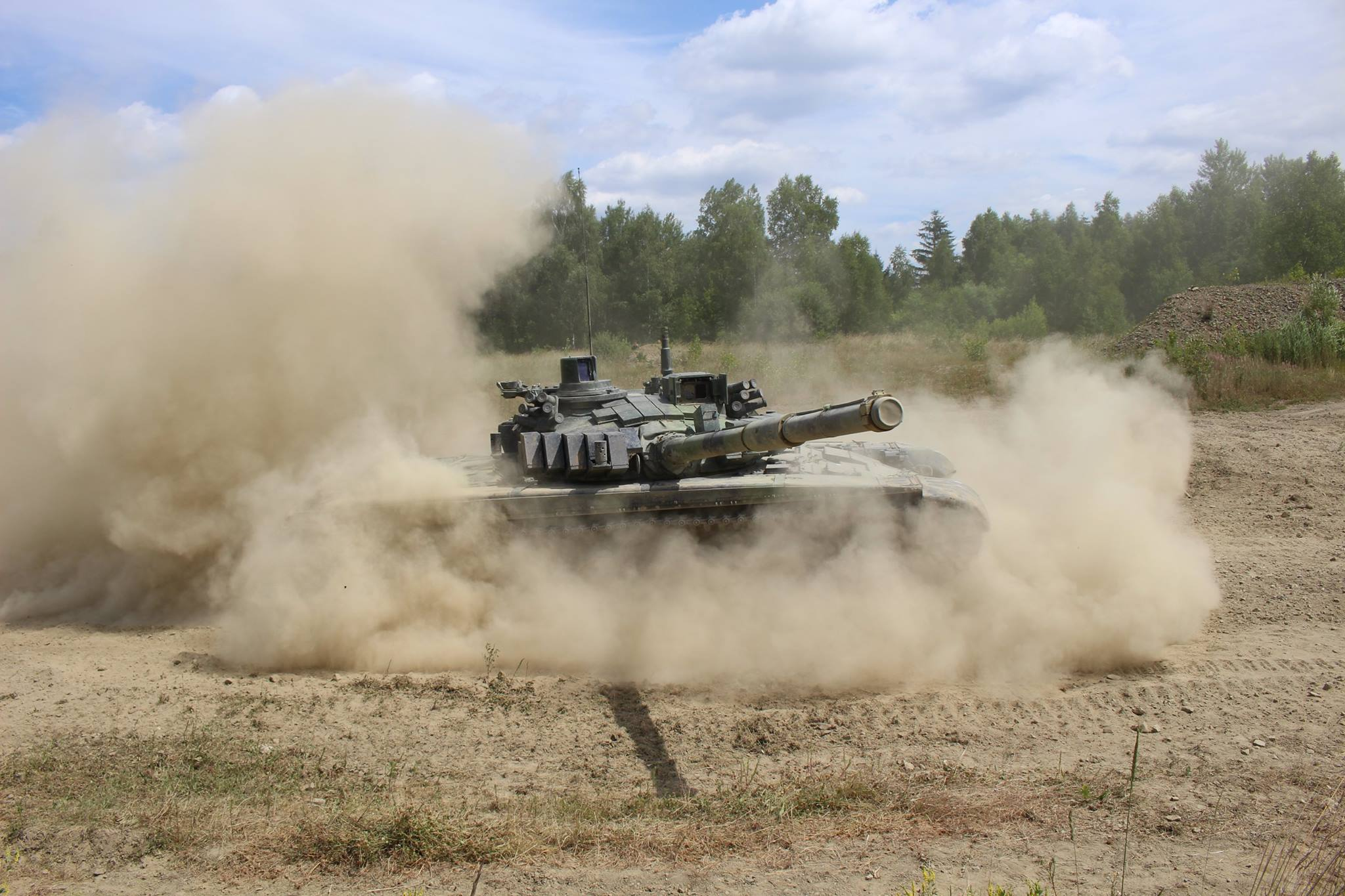
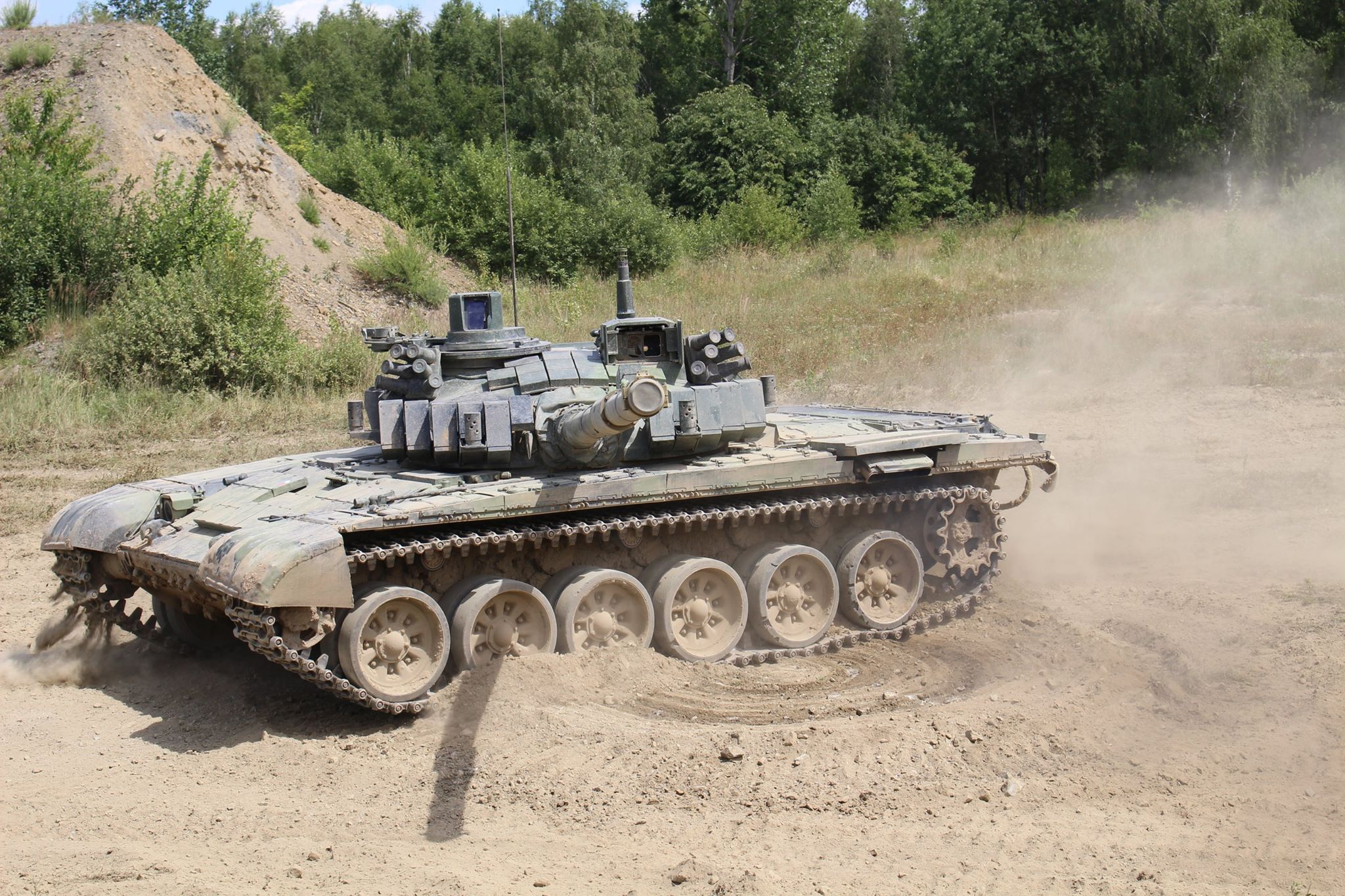
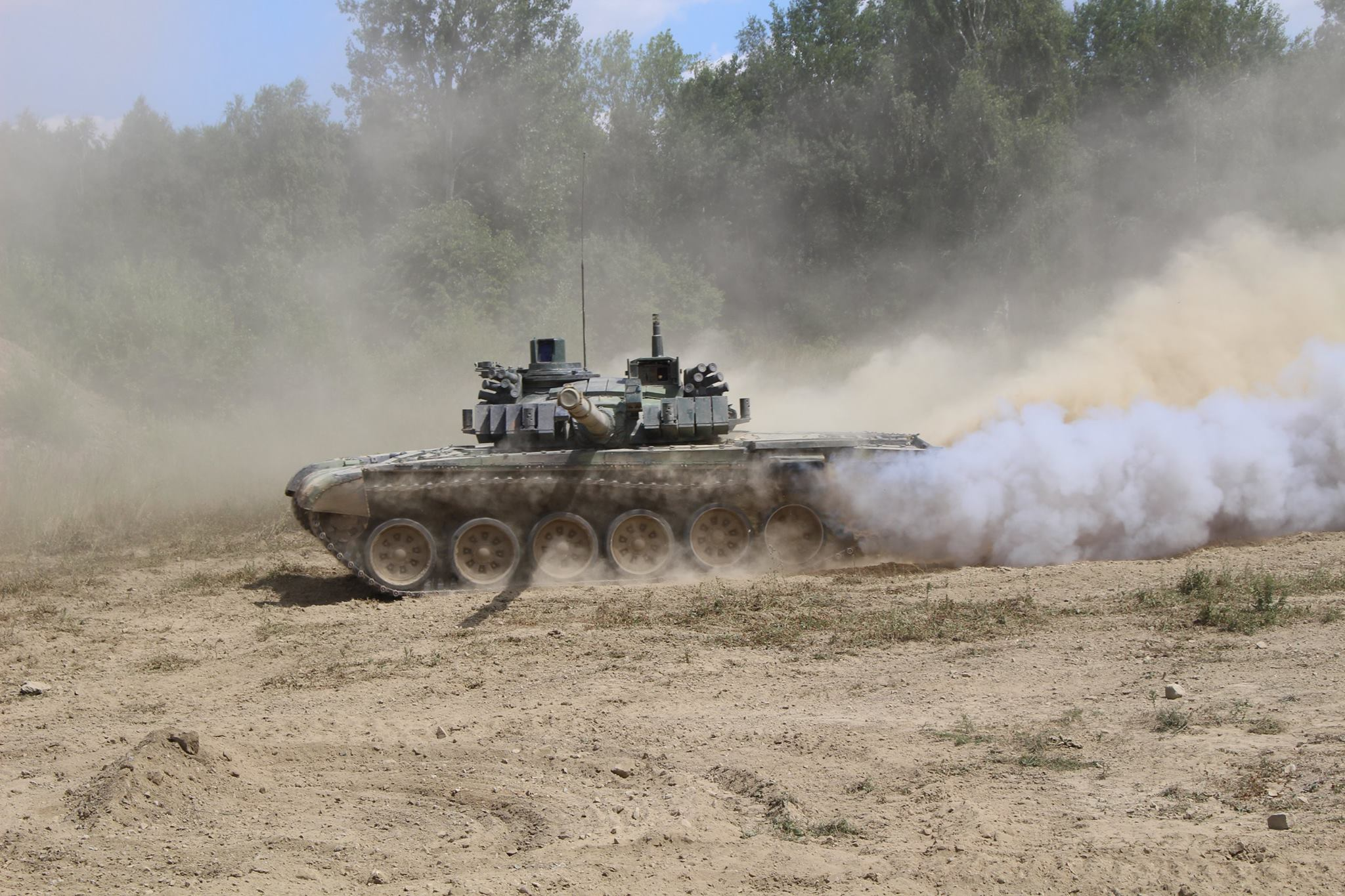